# جيرمي بريت
جيرمي بريت (بالإنجليزية: Jeremy Brett)‏ ممثل إنجليزي، اشتهر بأداء دور شارلوك هولمز في مسلسل تلفزيوني عرض في ثمانينات القرن العشرين.  ومن أشهر افلامه فيلم (سيدتي الجميلة) مع أودري هيبورن . وامتدت مسيرته الفنية من المسرح, إلى التلفاز و الأفلام, إلى الشكسبيريات و المسرح الغنائي.

## مسيرته الفنية
ظهر بريت كممثل محترف لأول مرة على خشبة مسرح المكتبة في مانشستر عام 1954, ثم على خشبة مسرح لندن مع شركة مسرح اولد فيك في مسرحية ترويلوس وكريسيدا عام 1956. كما كان ظهوره الأول في السينما في فيلم ضخم مقتبس من رواية الحرب و السلام (1956), أمام الممثلة اودري هيبورن .

### شارلوك هولمز
بالرغم من ظهور بريت في أدوار مختلفة خلاله مشواره الفني لمدة 40 عام، إلا ان أدائه في تقمص شخصية شرلوك هولمز لا ينسى، في السلسلة التلفزيونية (مغامرات شرلوك هولمز) التي تم انتاجها بين عام 1984 وعام 1994. وهي سلسلة التي قام باقتباسها جون هوكسورث وكتاب اخرون من القصص الأصلية للسيد ارثر كونان دويل. وبالرغم من خوف بريت من التكرار، الا أنه ظهر في 41 حلقة في هذه السلسلة جنباً إلى جنب مع ديفيد بيرك وادوارد هاردوايك.  كما ظهر بريت مع ادوارد هاردويك في مسرحية (سر شرلوك هولمز) للمخرج باتريك جارلاند، والتي عرضت في لندن ومانشستر خلال عامي 1988 و1989

## وفاته
توفي جيرمي بريت في 12 أيلول 1995 في منزله في كلافم, لندن, إثر قصور في وظائف القلب، وأُحرِق جثمانه و أُرسل رماده إلى عائلته.

## أعماله

### المسرح
- سر شرلوك هولمز
- الملك ريتشارد
- دراكولا
- رميو & جولييت
- ماكبث

### السينما
- سيفنغالي
- الحرب والسلام
- سيدتي الجميلة
- نيكولاس والكسندر
- كلاب مسعورة

### التلفزيون
- مسلسل شرلوك هولمز

## روابط خارجية
- جيرمي بريت على موقع IMDb (الإنجليزية)
- جيرمي بريت على موقع روتن توميتوز (الإنجليزية)
- جيرمي بريت على موقع ألو سيني (الفرنسية)
- جيرمي بريت على موقع ميوزك برينز (الإنجليزية)
- جيرمي بريت على موقع تيرنر كلاسيك موفيز (الإنجليزية)
- جيرمي بريت على موقع أول موفي (الإنجليزية)
- جيرمي بريت على موقع قاعدة بيانات برودواي على الإنترنت (الإنجليزية)
- جيرمي بريت على موقع قاعدة بيانات الأفلام السويدية (السويدية)
- جيرمي بريت على موقع إن إن دي بي (الإنجليزية)
- جيرمي بريت على موقع ديسكوغز (الإنجليزية)